# Захорце
Захорце (слч. Záhorce) насељено је мјесто са административним статусом сеоске општине (слч. obec) у округу Вељки Кртиш, у Банскобистричком крају, Словачка Република.

## Становништво
| Година:    | 1994. | 2004.   | 2014.   | 2024.   |
| ---------- | ----- | ------- | ------- | ------- |
| Број људи: | 762   | 722     | 661     | 633     |
| Разлика:   |       | -5,24 % | -8,44 % | -4,23 % |

| Година:    | 2023. | 2024.   |
| ---------- | ----- | ------- |
| Број људи: | 653   | 633     |
| Разлика:   |       | -3,06 % |

Према подацима о броју становника из 2011. године насеље је имало 677 становника.